# Parabithynia
Parabithynia is een geslacht van weekdieren uit de klasse van de Gastropoda (slakken).

## Soorten
- Parabithynia physcus (Annandale, 1918)